# Jeff Harding (boxe anglaise)
Jeff Harding est un boxeur australien né le 5 février 1965 à Sydney.

## Carrière
Champion d'Asie OPBF des mi-lourds en 1988, il devient champion du monde WBC de la catégorie le 24 juin 1989 face à Dennis Andries. Battu lors du combat revanche, Harding remporte leur 3e combat le 11 septembre 1991 mais cède définitivement son titre contre Mike McCallum le 23 juillet 1994. Il met alors un terme à sa carrière sur un bilan de 23 victoires et 2 défaites.